# Музеј историје играчака
Музеј историје играчака (Historisches Spielzeugmuseum Freinsheim) је приватна колекција старих играчака у Фрајнсхајму.

## Изложба
Експонати датирају из времена Индустријске револуције око 1890. Већина њих су производи фирме Бинг у Нирнбергу (Bing Werke Nürnberg). Кустос музеја је Марион Грол. Колекција Уве Грола била је основа за приватни музеј отворен 2. Ова колекција је првобитно била концентрисана на модел железнице и додатну опрему компаније 0 Гауге из Куће Бинга. Током година Грол је постао толико фасциниран историјом фирме и разноврсношћу њихових производа, да је колекција постајала све шира.

### Теме
Колекција се састоји од око 1000 експоната који покривају различите линије из Бинговог асортимана производа. Направљене су пре 1932.
- Модели железнице (парне, сатне, електричне) и железничке станице
- Парне машине, моторизовани модели
- Аутомобили, чамци, авиони
- Медведи, лутке, мекане играчке
- Кухиње за лутке, кућице за лутке и њихови додаци
- Друштвене игре, карте
- Кинематографи, дечији грамофони, Бингола
- Дечје књиге, брошуре, каталози, рекламни материјал
- Производи физичког и техничког образовања
- Писаће машине, камере, пегле
- Предмети за домаћинство (емајл, бакар, Југендстил)
- Фрижидери, рерне
- Модели војника, стоне лампе

Зграда музеја, "Кућа поред потока" (Haus an der Bach) првобитно се вратила у средњи век и реновирана је као наведена зграда. Налази се насупрот бунара са четири цеви (Vier-Röhren-Brunnen) бившег Ајхбруннена (Eichbrunnen) за бурад виновника. Кућа има 3 спрата и употребљив простор од 300m ² за изложбе и музејски кафе.